# Kirche von Sproge

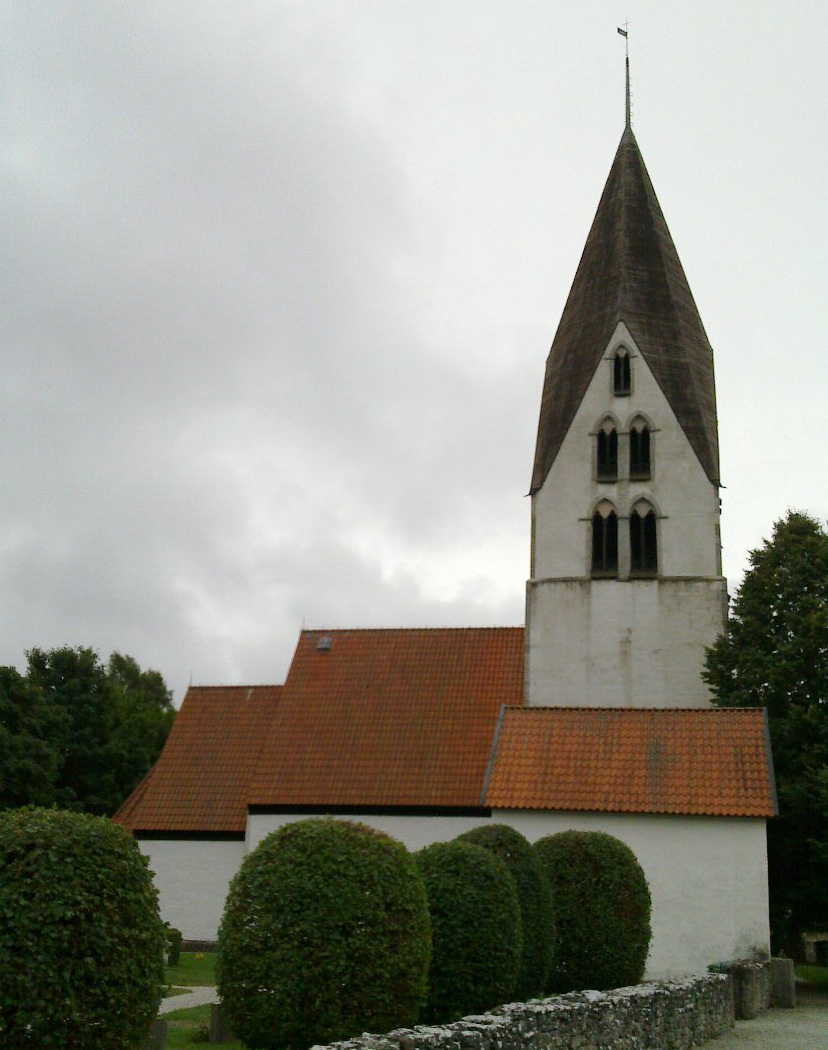
Kirche von Sproge

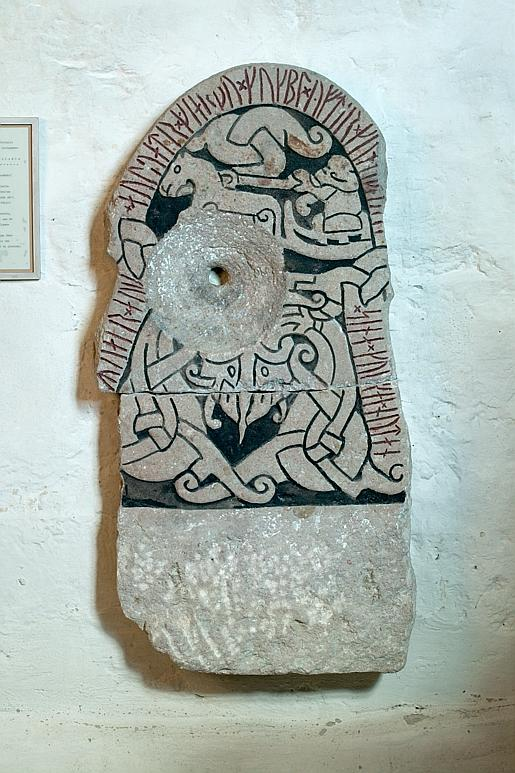
Bildstein G 373 in der Kirche von Sproge

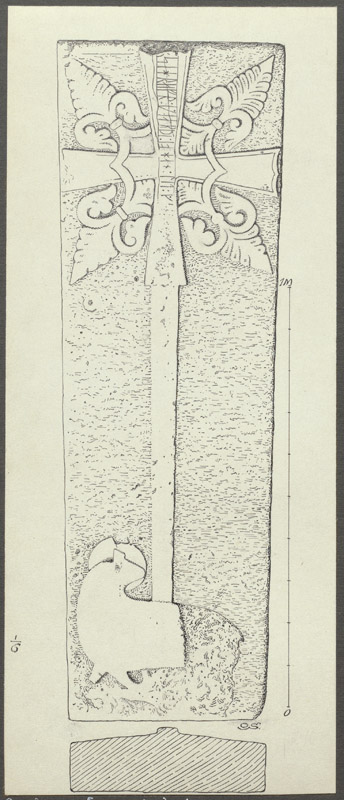
Grabplatte mit Runeninschrift – jetzt in Gotlands fornsal

Die Kirche von Sproge ist eine gotisch-romanische Landkirche auf der schwedischen Insel Gotland. Sie gehört zur Kirchengemeinde (schwedisch församling) Sproge im Bistum Visby.

## Lage
Die Kirche befindet sich im südwestlichen Landesinnern von Gotland an der Straße 140 von Klintehamn nach Burgsvik, die hier dem alten Strandwall des Littorinameerers folgt. Sie liegt 43 km südlich von Visby, 15 km südlich von Klintehamn, 9,5 km westlich von Hemse und 25 km nördlich von Burgsvik.  Wenige hundert Meter östlich der Kirche begann das ehemalige, heute trockengelegte Moor Mästermyr.

## Kirchengebäude
Auf dem heutigen Südportal der Kirche liest man die Jahreszahl 1058, die sich vermutlich auf eine Holzkirche bezieht, die sich vorher am selben Ort befand. Man hat vier Eichenplanken dieser Holzkirche gefunden, die heute in Visby im Museum Gotlands Fornsal aufbewahrt werden.  Die heutige mittelalterliche Steinkirche besteht aus einem rechteckigen Langhaus, das aus der ersten Hälfte des 13. Jahrhunderts stammt, mit einem schmaleren Apsischor und einem Kirchturm. Das Baumaterial ist hauptsächlich grauer Kalkstein. Das Langhaus und der Chor stammen aus der ersten Hälfte des 13. Jahrhunderts, während der Turm gegen Ende des 13. Jahrhunderts oder um 1300 herum folgte. Die Kirche hat weißverputzte Fassaden. Das Langhaus und der niedrigere Chor sind durch Satteldächer gedeckt, die Apsis hat ein konusförmiges Dach. Der Turm hat spitzbogige, mit Säulen versehene Schallöffnungen in drei Ebenen, Giebel in allen vier Himmelsrichtungen und eine achteckige Turmspitze. Die großen Rundbogenfenster stammen von einem Umbau von 1839 bis 1840. Das nördliche Fenster kam erst 1844 dazu. Dabei wurde auch das romanische Südportal verschoben und das Chorportal zugemauert. Der Turm hat ein spitzbogiges Perspektivportal auf der Nordseite. Die vier Kreuzgewölbe des Langhauses mussten bei dem Umbau von 1839 bis 1840 dem heutigen Tonnengewölbe aus Holz weichen. Der Chor wird von innen durch ein Kreuzgewölbe gedeckt, die Apsis hat ein Helmgewölbe und der Turmraum hat ein hohes Zeltgewölbe. Der Triumphbogen und der Turmbogen sind Rundbögen. 1965 wurde die Kirche nach Plänen des Architekten Olle Karth restauriert.

## Ausstattung
- Das Triumphkreuz ist aus Eiche und stammt aus dem 14. Jahrhundert.
- Der Taufstein ist aus Sandstein und stammt aus dem 17. Jahrhundert.
- Johan Bartsch d.y. (der Jüngere) hat 1669 den Altar bemalt.
- Die Kanzel ist aus dem 19. Jahrhundert.
- Die Orgel wurde 1901 von Åkerman & Lund Orgelbyggeri aus Stockholm gebaut.
- Ein Bildstein mit Runeninschrift wurde lange Zeit als Piscina verwendet.[1]

## Umgebung
- Das Kirchspielmagazin (schwedisch sockenmagasinet) in der nordwestlichen Ecke des Kirchhofs wurde in den 1820er Jahren aus Kalkstein errichtet.